# Lydia Eberhardt
Lydia Eberhardt (* 7. Februar 1913 in Eislingen/Fils; † 21. September 1997 in Geislingen an der Steige) war eine deutsche Speerwerferin und Fünfkämpferin.
Bei den Olympischen Spielen 1936 in Berlin wurde sie Sechste im Speerwurf.
1939 wurde sie Deutsche Meisterin im Fünfkampf. Ihre persönliche Bestleistung im Speerwurf von 44,03 m stellte sie am 19. August 1936 in Wuppertal auf.